# La Sirène du Mississipi
La Sirène du Mississipi é um filme franco-italiano de 1969, do gênero drama, dirigido por François Truffaut.
O roteiro foi baseado no romance Waltz into Darkness, do escritor norte-americano Cornell Woolrich (1903-1968), também autor de Janela Indiscreta (1954) de Alfred Hitchcock.
A história teve uma nova versão em 2001, Pecado Original, com Antonio Banderas e Angelina Jolie.

## Elenco
- Jean-Paul Belmondo como Louis Mahé
- Catherine Deneuve como Julie Roussel / Marion Vergano
- Nelly Borgeaud como Berthe
- Martine Ferrière como Landlady
- Marcel Berbert como Jardine
- Yves Drouhet como investigador
- Michel Bouquet como Camolli
- Roland Thénot como Richard